# AH13
AH13 (Asian Highway 13) hay còn gọi với cái tên đường xuyên Á 13 là một con đường trong hệ thông mạng lưới Đường Xuyên Á dài 1,409 km (876 mi) từ Hà Nội, Việt Nam đến Nakhon Sawan, Thái Lan. Lộ trình như sau:

## Việt Nam
- Đoạn từ Vành đai 3 - Hoà Bình
- Đoạn từ Hoà Bình (Ngã 3 Kỳ Sơn) đi Điện Biên dài 426 km.
- Đoạn từ Điện Biên đi cửa khẩu Tây Trang dài 30 km.

Trong tương lai, toàn tuyến của  đường cao tốc Hà Nội – Hòa Bình – Sơn La – Điện Biên sau khi hoàn thành toàn bộ sẽ trở thành tuyến chính của đường AH13, còn  Quốc lộ 6 và  Quốc lộ 279 sẽ chỉ được coi là tuyến nhánh phụ của đường này.

## Lào
- Tuyến 2E: Cửa khẩu Thái Chang - Muang May - Muang Khoua - Oudomxay AH12
- Tuyến 2W: Oudomxay - Muang Ngeun - Cửa khẩu Ngeun

## Thái Lan
- Quốc lộ 101 (Thái Lan):Cửa khẩu Huai Kon - Huai Kon - Den Chai
- Quốc lộ 11 (Thái Lan):  Den Chai - Uttaradit - Phitsanulok( AH16)
- Quốc lộ 117 (Thái Lan):Phitsanulok ( AH16) - Nakhon Sawan ( AH2)